# Protestantse Kerk (Heumen)

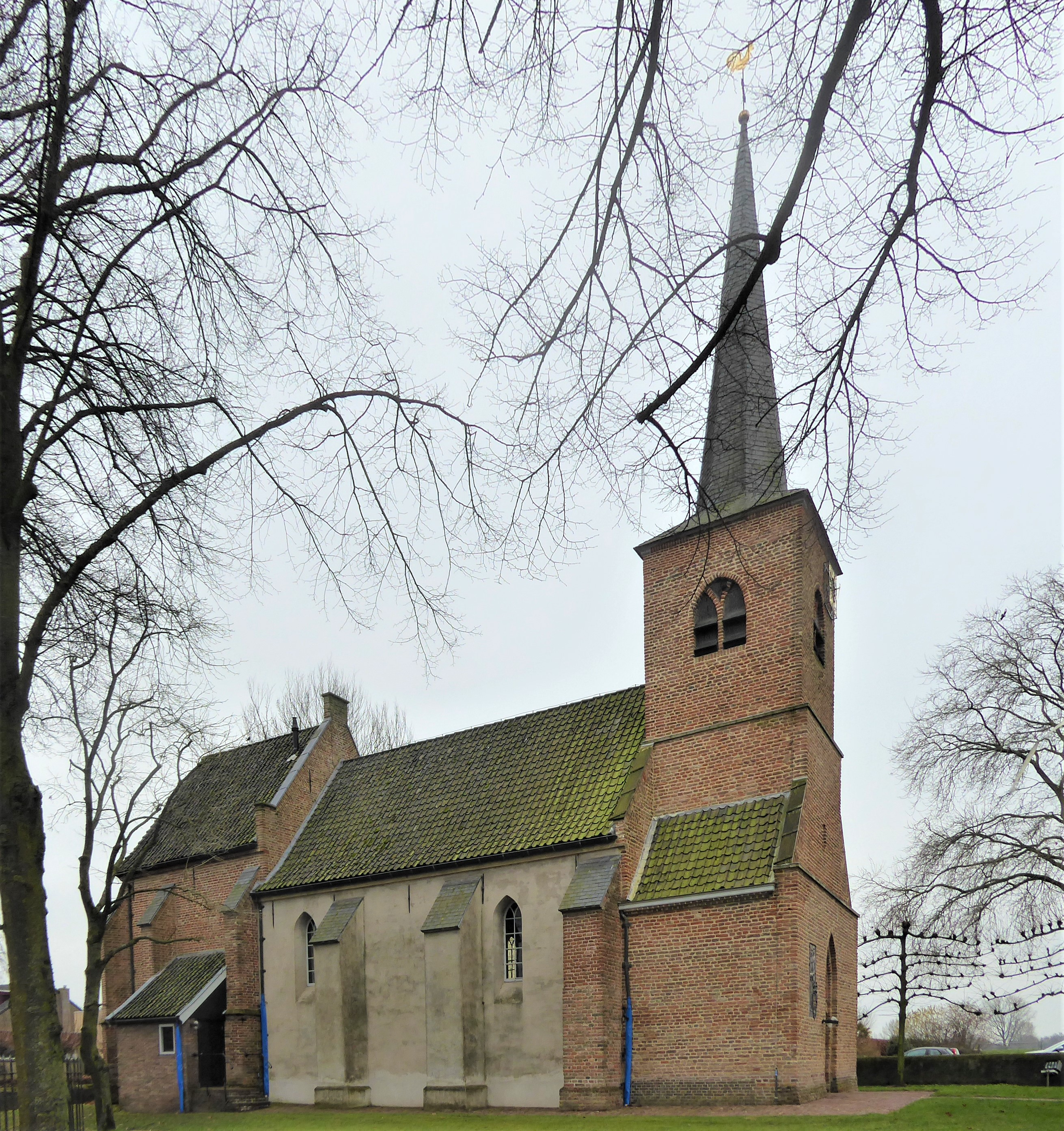
Protestantische Kirche in Heumen

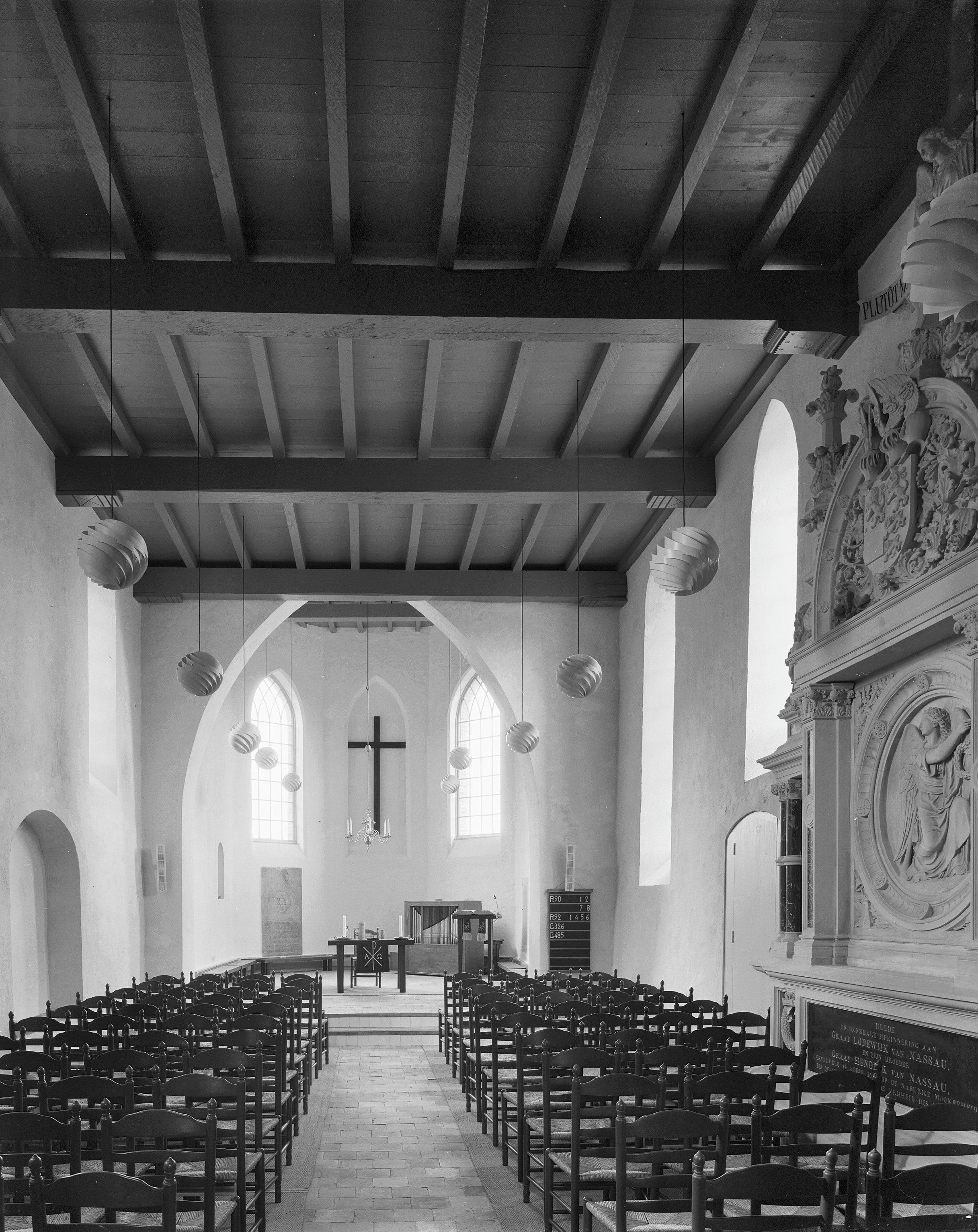
Blick durch das Langhaus

Die Protestantse Kerk (auch Sint Joriskerk genannt, deutsch Sankt Georgskirche) ist die evangelische Kirche von Heumen in der niederländischen Provinz Gelderland. Der Turm und das Langhaus der Kirche sind als Rijksmonumente eingestuft.

## Geschichte
Die bis zur Einführung der Reformation dem heiligen Georg geweihte Kirche entstand um 1200 als Tochterkirche von St. Antonius Abt in Overasselt. Sie besteht in ihren ältesten Teilen aus einem einschiffigen ursprünglich romanischen flachgedeckten Langhaus aus dem 12. Jahrhundert. Im 14. Jahrhundert wurde das Langhaus in gotischem Stil erhöht, wiederum mit flacher Decke. Der höhere, dreiseitig geschlossene spätgotische Chor wurde im 15. Jahrhundert angefügt. Der Westturm besteht aus einem breiten Unterbau aus dem 14. Jahrhundert und einem schlankeren Aufsatz aus dem 15. Jahrhundert. Während das Langhaus verputzt ist, zeigen Turm und Chor sichtigen Backstein.
Die frühere reformierte Kirchengemeinde gehört zur 2004 geschaffenen Protestantischen Kirche in den Niederlanden.